# Louletano-Hospital de Loulé/Saison 2016
Dieser Artikel listet Erfolge und Fahrer des Radsportteams Louletano-Hospital de Loulé in der Saison 2016 auf.

## Erfolge in der Europe Tour
| Datum     | Rennen                             | Kat. | Sieger         |
| --------- | ---------------------------------- | ---- | -------------- |
| 8. Juli   | 1. Etappe Troféu Joaquim Agostinho | 2.2  | João Benta     |
| 1. August | 5. Etappe Portugal-Rundfahrt       | 2.1  | Vicente Garcia |

## Zugänge – Abgänge
| Zugänge                     | Team 2015                   | Abgänge        | Team 2016          |
| --------------------------- | --------------------------- | -------------- | ------------------ |
| Samuel Magalhães            | Rádio Popular ONDA Boavista | Victor Valinho | Unbekannt          |
| Andre Silva                 |                             | Marcos García  | Kinan Cycling Team |
| Cristian Canada             |                             | Hugo Sabido    | Sporting/Tavira    |
| Eloy Teruel                 | Jamis-Hagens Berman (2014)  | Moisés Dueñas  | Unbekannt          |
| Miguel Pires (ab 30. April) |                             | Dominic Mestre | Unbekannt          |
| Francisco Javier Cantero    |                             |                |                    |
| Jose Moreno Sanchez         |                             |                |                    |

## Mannschaft
| Name                     | Geburtstag         | Nationalität |
| ------------------------ | ------------------ | ------------ |
| João Benta               | 21. Dezember 1986  | Portugal     |
| Cristian Canada          | 23. März 1991      | Spanien      |
| Francisco Javier Cantero | 7. August 1990     | Spanien      |
| José de Segovia          | 23. Oktober 1982   | Spanien      |
| Andre Evangelista        | 31. Januar 1996    | Portugal     |
| Vicente García           | 19. September 1988 | Spanien      |
| Micael Isidoro           | 12. August 1982    | Portugal     |
| Iúri Jorge               | 19. Mai 1991       | Portugal     |
| Samuel Magalhães         | 5. September 1992  | Portugal     |
| Sandro Pinto             | 20. Februar 1988   | Portugal     |
| Miguel Pires             | 14. Dezember 1996  | Portugal     |
| Rui Rodrigues            | 15. Januar 1991    | Portugal     |
| Jose Moreno Sanchez      | 18. November 1993  | Spanien      |
| Andre Silva              | 14. November 1992  | Portugal     |
| Eloy Teruel              | 20. November 1982  | Spanien      |